# Lespedeza virgata
Lespedeza virgata är en ärtväxtart som först beskrevs av Johan Andreas Murray, och fick sitt nu gällande namn av Dc. Lespedeza virgata ingår i släktet Lespedeza och familjen ärtväxter. Utöver nominatformen finns också underarten L. v. virgata.